# Кашина Кривела (Милано)
Кашина Кривела је насеље у Италији у округу Милано, региону Ломбардија.
Према процени из 2011. у насељу је живело 120 становника. Насеље се налази на надморској висини од 132 м.